# Perdita panocheana
Perdita panocheana är en biart som beskrevs av Timberlake 1964. Perdita panocheana ingår i släktet Perdita och familjen grävbin. Inga underarter finns listade i Catalogue of Life.